# Roman I.
Roman I. (* vor 1100 in Kärnten; † 3. April 1167 in Gurk) war von 1131 bis 1167 Bischof von Gurk. Er ließ Schloss Straßburg und den Dom zu Gurk erbauen.

## Leben und Wirken

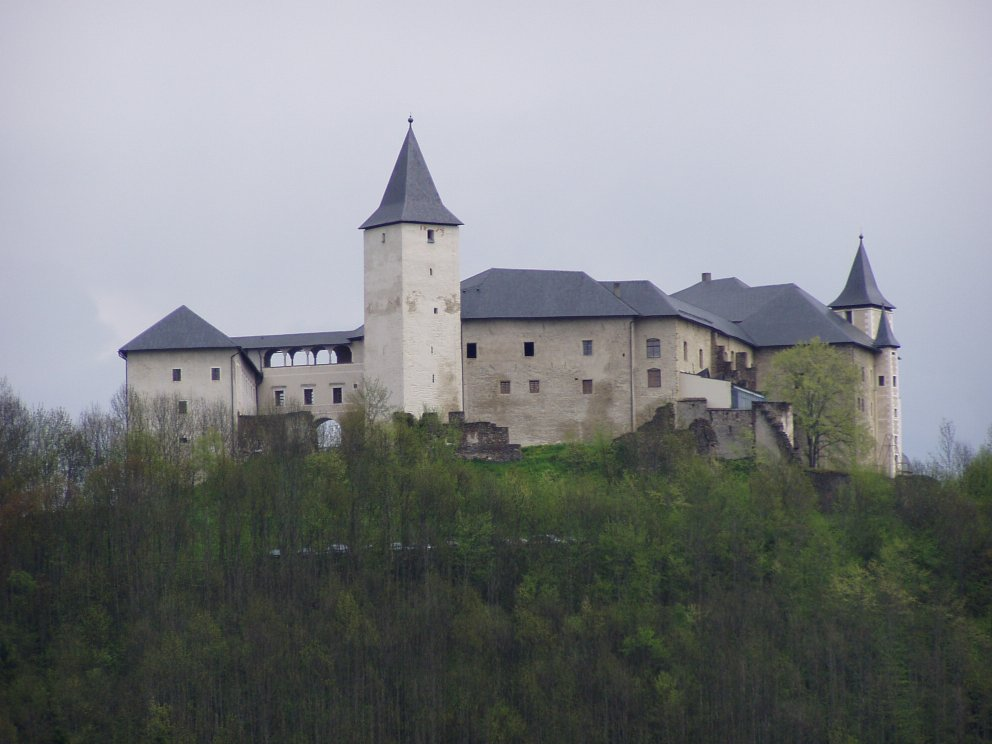
Schloss Straßburg

Roman stammte aus dem salzburgisch-steirischen Ministerialengeschlecht derer von Leibnitz. Sein Geburtsort lag in Kärnten, vermutet werden Radweg oder Willersdorf. 1116 wurde er erstmals urkundlich fassbar, als Propst des Kollegiatkapitels von Maria Saal. Ab 1124/1125 war er Archidiakon von Kärnten und auch erzbischöflicher Hofkaplan in Salzburg. Zudem war er der Erzieher der späteren Kärntner Herzöge Ulrich und Heinrich. Roman war tief geprägt vom staufischen Ritterideal. Er war auch persönlicher Freund des Salzburger Erzbischofs Konrad I. und des Kaisers Friedrich I. Barbarossa.
1131 wurde Roman von Erzbischof Konrad zum vierten Bischof von Gurk ernannt. Ab 1136 war er zusätzlich Koadjutor des alternden Konrad. Er wirkte vielfach mäßigend und ausgleichend, so als er den langen Streit mit dem Patriarchat Aquileia beendete und das Zehentrecht des Patriarchats über die Besitzungen von Salzburg und Gurk anerkannte. Bei vielen Gelegenheiten vertrat oder begleitete er den Erzbischof im gesamten Bereich der Erzdiözese, wie etwa bei Kirchen- und Klosterweihen.
Ein Schritt in Richtung der von Roman und dem Domkapitel erstrebten Reichsunmittelbarkeit des Bistums Gurk war, dass Konrad 1144 dem Bistum den Zehent zuerkannt hat, die dem jungen, erst 1072 gegründeten Bistum bis dahin verweigert worden war. 1145 konnte sich das Bistum sogar eine Urkunde von Papst Lucius II. „erschleichen“, in der er – allerdings ohne rechtliche Grundlage und ohne Folgewirkung – den Gurkern die freie Bischofs-, Propst- und Vogtwahl zugestand.
Bei der Wahl des Nachfolgers von Konrad zum Salzburger Erzbischof, Eberhard I., nahm Roman 1147 gleichberechtigt neben den anderen Suffraganbischöfen teil. Er behielt auch weiterhin seine einflussreiche Position im Erzbistum bei und trat häufig als Zeuge, Ratgeber und Vermittler für den Erzbischof auf.

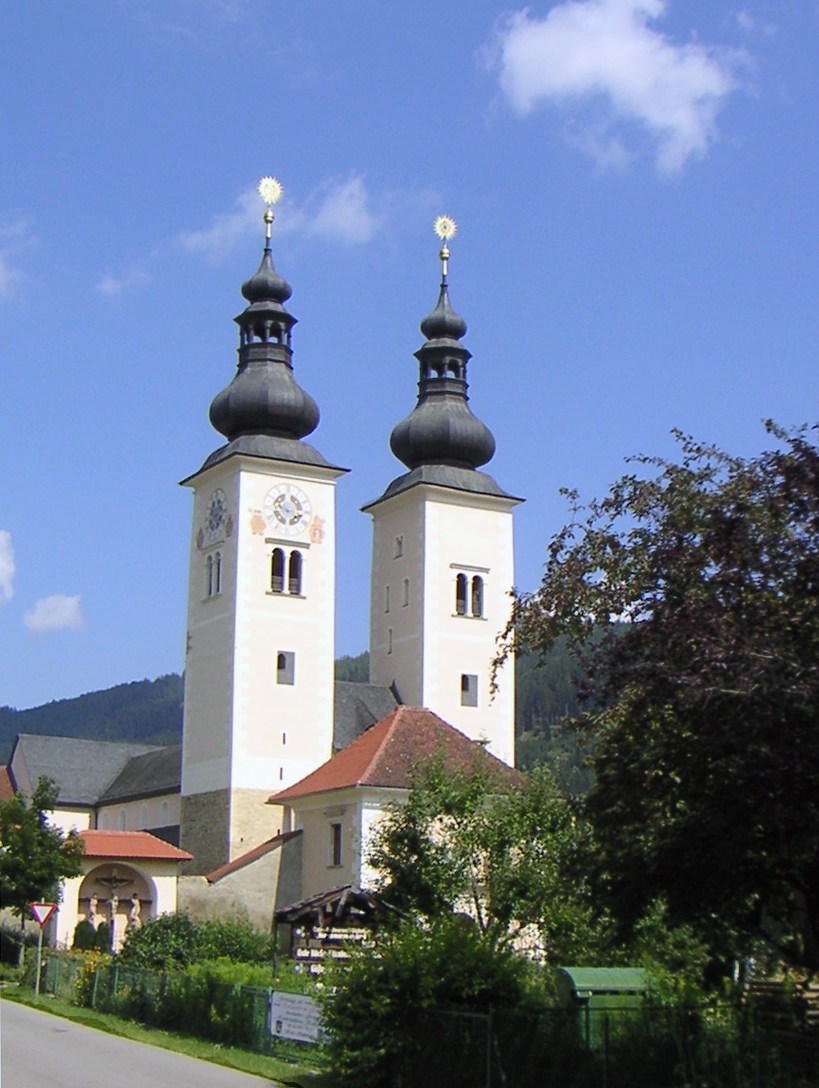
Der unter Roman I. begonnene Dom zu Gurk

Ebenfalls 1147 wurde erstmals die Straßburg in einer Urkunde Romans erwähnt und muss damals bereits fertiggestellt gewesen sein. Auch der Bau des Gurker Domes wurde nach 1140 begonnen. Weitere Burgen bzw. Schlösser, die Roman erbauen ließ, waren Burg Pöckstein, Preschin (bei Cilli) und Wolkenburg (bei Oblagorica). 1158 verlieh Roman die Vogtei über das Bistum Herzog Heinrich von Kärnten.
1160 war Roman in kriegerische Auseinandersetzungen mit zwei Verwandten der Gräfin Hemma von Zeltschach  verwickelt, die das Testament der Gräfin, in dem sie ihre Güter dem Bistum vermacht hatte, nicht anerkennen wollten.
Mitten in seinem Kampf mit Papst Alexander III. erließ Kaiser Friedrich 1162 für Roman einen Schutzbrief, in dem er dem Bistum die freie Vogtwahl bestätigte. Die Wortwahl in der Urkunde lässt die große Wertschätzung Friedrichs für Roman erkennen, der im Gefolge des Salzburger Erzbischofs Papst Alexander treu blieb: er nennt ihn „seinen verehrten Fürsten, dem er mit besonderer Liebe und Zuneigung ergeben“ ist. Roman bemühte sich in Hinkunft auch um einen Ausgleich zwischen dem Kaiser und Erzbischof Eberhard, der ein wesentlich exponierterer Gefolgsmann Alexanders war als er selbst.
Nachfolger Eberhards als Salzburger Erzbischof wurde 1164 Konrad II., der als Anhänger Papst Alexanders jedoch vom Kaiser die Regalien nicht verliehen bekam. Dies gefährdete auch einen eventuellen Nachfolger des alternden Roman. Zu Allerheiligen 1164 hat er daher in einer Art Testament die Besitzungen des Gurker Domkapitels ausdrücklich bestätigt sowie weitere umfangreiche Schenkungen getätigt. Am 3. April 1167 starb Roman, nachdem er zuletzt drei Jahre lang nicht mehr urkundlich in Erscheinung getreten war. „In der langen Reihe der Gurker Bischöfe zählte er zu den Großen, wenn er nicht überhaupt als der Größte unter ihnen zu gelten hat.“